# Jeļena Rubļevska
Jeļena Rubļevska (Riga, 23 de março de 1976) é uma pentatleta letã, medalhista olímpica.

## Carreira
Jeļena Rubļevska representou seu país nos Jogos Olímpicos de 2000, 2004, 2008 e 2012, na qual conquistou a medalha de prata, no pentatlo moderno em 2004.